# Gmsk
A modulação GMSK - Gaussian Minimum Shift Keying ou Modulação estreita da faixa,é a modulação de faixa estreita utilizada no GSM (Global System Mobile Communications).
O modo de funcionamento é a inserção de dados na fase da portadora, permitindo o uso de amplificadores mais simples,  resultando em um sinal constante.
Uma das suas vantagens é ser imune a interferência.
Caracteristica:
- O sistema de portadoras da modulação GMSK pode ser comparada com um sistema OFDM banda larga.
- GMSK tem espectro do tipo Gaussiana, motivo do seu nome.
1. ↑  «Untitled». www.gta.ufrj.br. Consultado em 24 de abril de 2023
2. ↑  «What is GMSK Modulation: Gaussian Minimum Shift Keying » Electronics Notes». www.electronics-notes.com. Consultado em 24 de abril de 2023